# Colonia Unidad Antorchista
Colonia Unidad Antorchista är en ort i Mexiko.   Den ligger i kommunen Jalpa och delstaten Zacatecas, i den centrala delen av landet, 500 km nordväst om huvudstaden Mexico City. Colonia Unidad Antorchista ligger 1 442 meter över havet och antalet invånare är 192.
Terrängen runt Colonia Unidad Antorchista är kuperad åt sydväst, men åt nordost är den platt. Runt Colonia Unidad Antorchista är det ganska glesbefolkat, med 26 invånare per kvadratkilometer. Närmaste större samhälle är Jalpa, 2,8 km söder om Colonia Unidad Antorchista. Omgivningarna runt Colonia Unidad Antorchista är en mosaik av jordbruksmark och naturlig växtlighet.